# William Campbell
William Campbell, (30. oktober 1923 i Newark, New Jersey – 28. april 2011, også kendt som Bill Campbell) var en amerikansk skuespiller. Han havde biroller i mange store film, men han har også medvirket i flere lavbudget B-film, inklusiv to gyserfilm.
Hans skuespillerkarriere begyndte i 1950 med en rolle i filmen The Breaking Point (som var instrueret af John Garfield). Efter flere år med tilsvarende roller i en række film, blandt andet i William Wellmans The High and Mighty (1954), før han havde sin første hovedrolle i Cell 2455 Death Row i 1955, som blev optaget af filmstudiet Columbia Pictures. Han havde i denne film rollen som en dødsdømt mand, som sad på Death Row, afdelingen for dødsdømte. Den var løst baseret på en rigtig historie om en dødsdømt mand, som urokkeligt hævdede, at han var uskyldig, før han til sidst blev henrettet. Campbell fik generelt gode bedømmelser fra kritikerne, men denne rolle gjorde meget lidt for hans videre karriere.
Han andre film omfatter Love Me Tender (1956) (hvor han sang med Elvis Presley). Hans medvirken i filmatiseringen af Norman Mailers roman The Naked and the Dead fra 1958 er en af hans mest berømte roller. I 1958 havde Campbell biroller i Cannonball, en kortlivet TV-serie om lastbilchauffører. Efter det år kom han tilbage til at spille stadig mindre biroller i film med en stadig lavere kvalitet. Campbell giftede sig med Judith Exner i 1952. De blev skilt i 1958.
Campbell har også fået kultstatus for sin gæsterolle blandt stjernegalleriet i den populære TV-serie Star Trek. Campbell dukkede op i flere Strak Trek-konventioner i 1980- og 1990'erne og mange Star Trek-fans vurderede Campbells karakter som blandt de bedste i denne serie. Hans sidste optræden i serien var i Las Vegas Hilton i august 2006.

## Udvalgt filmografi
- The Breaking Point (1950)
- Operation Pacific (1951) (krediteret som Bill Campbell)
- The People Against O'Hara (1951)
- Battle Circus (1953)
- Small Town Girl (1953)
- Big Leaguer (1953)
- Escape from Fort Bravo (1953)
- The High and the Mighty (1954)
- Battle Cry (1955)
- Man Without a Star (1955)
- Cell 2455 Death Row (1955)
- Backlash (1956)
- Love Me Tender (1956)
- Man in the Vault (1956)
- The Naked and the Dead (1958)
- The Sheriff of Fractured Jaw (1958)
- The Young Racers (1963)
- Djævelens borg / Dementia 13 (1963)
- The Secret Invasion (1964)
- Hush… Hush, Sweet Charlotte (1964)
- Blood Bath (1966)
- Pretty Maids All in a Row (1971)